# Saison 2 de La Maison de Mickey
 (juillet 2018).
Si vous disposez d'ouvrages ou d'articles de référence ou si vous connaissez des sites web de qualité traitant du thème abordé ici, merci de compléter l'article en donnant les références utiles à sa vérifiabilité et en les liant à la section « Notes et références ».
Chronologie
Saison 1 Saison 3
La deuxième saison de La Maison de Mickey comporte un total de 40 épisodes, diffusés du 26 janvier 2008 au 20 février 2010 sur Disney Channel et Disney Junior. Cette saison est la plus longue de la série.

## Guide des épisodes

### Épisode 1:Tous en piste
- États-Unis : 26 janvier 2008

- États-Unis : 2,25 millions de téléspectateurs

### Épisode 2:Dingo le charpentier
- États-Unis : 26 janvier 2008

- États-Unis : 2,32 millions de téléspectateurs

### Épisode 3:Un p'tit coup de main
- États-Unis : 27 janvier 2008

- États-Unis : 2,10 millions de téléspectateurs

### Épisode 4:Bébé Dingo
- États-Unis : 27 janvier 2008

- États-Unis : 2,50 millions de téléspectateurs

### Épisode 5:Le pique-nique de Minnie
- États-Unis : 14 février 2008

### Épisode 6:Dingo s'entraîne
- États-Unis : 18 février 2008

- États-Unis : 2,39 millions de téléspectateurs

### Épisode 7:La fanfare de Mickey
- États-Unis : 24 janvier 2009

- États-Unis : 2,20 millions de téléspectateurs

### Épisode 8:Le Chapeau de Dingo
- États-Unis : 15 mars 2008

- États-Unis : 2,41 millions de téléspectateurs

### Épisode 9:Le colis de Donald
- États-Unis : 12 avril 2008

### Épisode 10:La fête foraine de Clarabelle
- États-Unis : 10 mai 2008

### Épisode 11:Mickey et Minnie font un safari
- États-Unis : 21 juin 2008

### Épisode 12:Mickey campeur
- États-Unis : 12 juillet 2008

### Épisode 13:Un animal pour Daisy
- États-Unis : 26 juillet 2008

### Épisode 14:La grande mission de Mickey
- États-Unis : 23 août 2008

### Épisode 15:Mickey le cow-boy
- États-Unis : 28 août 2008

### Épisode 16:La ballade en bulle en Pluto
- États-Unis : 6 septembre 2008

### Épisode 17:L'exposition de Mickey
- États-Unis : 3 octobre 2008

### Épisode 18:La folle journée de Mickey
- États-Unis : 11 octobre 2008

### Épisode 19:Mille mercis, Mickey
- États-Unis : 8 novembre 2008

### Épisode 20:Daisy agent secret
- États-Unis : 17 novembre 2008

### Épisode 21:Pluto chien des neiges
- États-Unis : 13 décembre 2008

### Épisode 22:Sire Dingo du lac
- États-Unis : 10 janvier 2009

### Épisode 23:Minnie mène l'enquête
- États-Unis : 24 janvier 2009

- États-Unis : 2,75 millions de téléspectateurs

### Épisode 24:La comète de Mickey
- États-Unis : 7 février 2009

### Épisode 25:Le grand spectacle de Clarabelle
| scénariste = 

| réalisateur = 
| audience =  États-Unis : 2,25 millions de téléspectateurs
| invité =

### Épisode 26:L'arc-en-ciel de Minnie
- États-Unis : 7 mars 2009

### Épisode 27:Donald commandant de l'espace
- États-Unis : 14 mars 2009

### Épisode 28:La journée de l'amitié de Mickey
- États-Unis : 4 avril 2009

### Épisode 30:Pat et la fête hawaïenne
- États-Unis : 20 juin 2009

### Épisode 33:Le petit train de Mickey
- États-Unis : 25 octobre 2009

### Épisode 35:Le copain de Pluto
- États-Unis : 14 novembre 2009

### Épisode 36:Le bébé dragon
- États-Unis : 20 novembre 2009

### Épisode 37:Dingo se multiplie
- États-Unis : 21 novembre 2009